# Пашня (Каргасоцький район)
Пашня́ (рос. Пашня) — присілок у складі Каргасоцького району Томської області, Росія. Входить до складу Каргасоцького сільського поселення.

## Населення
Населення — 193 особи (2010; 199 у 2002).
Національний склад (станом на 2002 рік):
- росіяни — 83 %
- німці — 6 %
- селькупи — 4 %